# Ташмухамедов, Муса
Муса Ташмухаме́дов (узб. Muso Toshmuhammad oʻgʻli; 10 января 1905, Ташкент — 1 июля 1968, Ташкент) — узбекский, советский писатель, поэт и переводчик, работавший под псевдонимом Айбе́к (узб. Oybek). Народный писатель Узбекской ССР (1965). Академик АН УзССР (1943). Лауреат Сталинской премии первой степени (1946). Член ВКП(б) с 1948 года.

## Биография
Муса Ташмухамедов — узбекский поэт и писатель, романист и переводчик, работавший под псевдонимом Айбек. Народный писатель Узбекистана (1965). Академик АН Узбекской ССР (1943). Депутат Верховного Совета СССР 5-го и 6-го созывов.
Муса Ташмухамедов родился 28 декабря 1904 года (10 января 1905 года) в Ташкенте в небогатой семье ткача, постоянно кочевавшего со своим товаром по степным и горным кишлакам тогдашнего Туркестана. Иногда отец брал с собой сына. Очень впечатлительный и вдумчивый мальчик с огромным удовольствием слушал разные истории и сказки.
В ту пору представители неимущего сословия, желавшие дать своим детям образование, могли обратиться лишь к начальной школе. Так Муса в семилетнем возрасте был отправлен на учёбу с обычной прибауткой, в которой родители давали наказ учителю:
Звать его Мухаммад Муса,

Ваша честь, мясо твое,

Нам оставь только кости его.
Свои воспоминания об этой школе писатель отразил в повести «Детство» (1962), которая была опубликована в 1963 году. Повесть является блестящим образцом мемуарной литературы. Айбек, следуя за маленьким Мусой, шаг за шагом раскрывает его жизненный путь, показывает формирование его характера и становление личности. Вместе с изменениями в обществе изменяются нравственные идеалы, взгляды маленького героя и всё ярче проявляются его мечты и стремления.
Труд Айбека многогранен. Как и многие узбекские писатели, Айбек начал свой литературный путь с поэзии. В 1923 году было напечатано первое его стихотворение «Чья земля?». Он является одним из первых узбекских романистов. Его перу принадлежат такие произведения, как: «Священная кровь»,
«Навои», «Ветер золотой долины», «Солнце не померкнет», «Великий путь». Писать начал ещё студентом экономического факультета САГУ, который окончил в 1930 году.
Первый большой роман писателя «Священная кровь» (1943), посвящён жизни народов Средней Азии, Узбекистана в годы Первой мировой войны. Этот роман был экранизирован на студии «Узбекфильм».
Ещё с юных лет Айбек был увлечён произведениями великого узбекского поэта и мыслителя Алишера Навои. Но прежде чем написать произведение о нём, писатель тщательно изучил и просмотрел огромный архивный материал. В 1930-е годы Айбек работал над созданием образа великого мыслителя, поэта и политического деятеля А. Навои. Айбек хотел, чтобы над землей, как соловей, летели песни Навои.
В 1939 году он написал поэму о великом поэте, а в 1943 году был завершён роман, в котором Айбек показал Навои только как общественного и государственного деятеля. О его творческом пути говорится лишь мимоходом и то лишь в конце книги. Значение романа «Навои», как одного из лучших реалистических произведений, выходит далеко за пределы узбекской литературы. Он переведён на многие языки, в том числе и на русский.
В годы гонений на крымских татар Айбек оказывал поддержку писателю Шамилю Алядину, несколько раз помогая ему устраиваться на работу. При его содействии в Узбекистане в 1950-е гг. начала издаваться крымскотатарская пресса.
Айбек автор ряда исследований, научных статей, рецензий: «Творческий путь Абдулла Кадыри» (1936), «Узбекская поэзия последних лет» (1933), «Узбекская литература» (1943), «Литература, история, современность» (1966).
Айбек известен также и как переводчик с русского на узбекский язык. Им переведены на узбекский язык такие произведения, как: «Евгений Онегин» А. С. Пушкина, «Фауст» И. В. Гёте, «Маскарад» М. Ю. Лермонтова, М. Горького, Гомера (отрывки из «Илиады»), эпос «Давид Сасунский», В. Г. Белинского и других.
Занимался много общественной работой, член СП Узбекистана. Депутат ВС СССР 2 созыва (1946—1950) и 5—6 созывов (1958—1966) созывов.
Его супругой была Зарифа Саиднасирова.
Умер Айбек 1 июля 1968 года. Похоронен в Ташкенте на Чигатайском мемориальном кладбище.
В память Айбека названа станция Ташкентского метрополитена. Имя носили Кашкадарьинский областной узбекский музыкально-драматический театр и Термезский государственный педагогический институт.

## Награды и премии
- народный писатель Узбекской ССР (23.09.1965)[4]
- Сталинская премия первой степени (1946) — за роман «Навои» (1945)[5]
- Государственная премия УзССР имени Хамзы — за книгу «Детство» (1964)[6]
- 3 ордена Ленина (25.12.1944,[7] 16.01.1950,[8] 11.01.1957)[9]
- 2 ордена Трудового Красного Знамени (02.04.1955,[10] ?)[11]
- орден «Знак Почёта» (06.12.1951)[12]
- орден «Буюк хизматлари учун» (25.08.2000) — посмертно[13]
- четыре других ордена и медали.